# Brevipalpus colpodes
Brevipalpus colpodes är en spindeldjursart som beskrevs av Pritchard och Baker 1958. Brevipalpus colpodes ingår i släktet Brevipalpus och familjen Tenuipalpidae. Inga underarter finns listade.